# 全球综合格斗协会
全球综合格斗协会（Global Association of Mixed Martial Arts，縮寫 GAMMA）是一個成立於2017年，專門管轄國際综合格斗事務的組織。目前該組織有120個成員國加盟，旗下的主要比賽為世界综合格斗锦标赛。它的總部設在荷兰阿姆斯特丹。GAMMA 目前拥有 140 多个国家联合会作为成员，其中约 70 个获得了国家奥林匹克委员会或国家体育局的认可。
GAMMA由武侠和格斗名人组成保羅·比奧蒂、卡羅·迪·布拉西共同創立，旨在透過監管機構、國際反興奮劑程序重新評估 MMA 中傳統武術的倫理和道德價值，為全球青年提供創新的安全規範和訓練計畫。

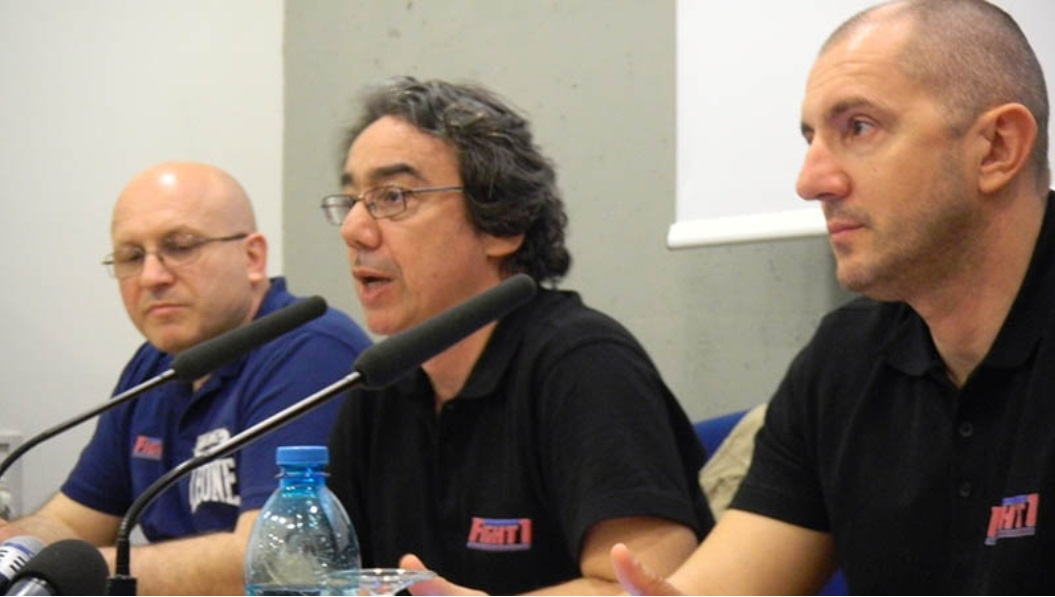
Carlo Di Blasi Global V. GAMMA 总裁，与来自 Carabinieri 的 MMA 经理总监 Marco Franza 和 MMA 经理总监 Luca Della Rosa

2019年12月19日，GAMMA 向國際單項運動總會聯合會（GAISF）遞交觀察員席位申請文件，期望成為綜合格鬥運動的國際代表。

## 历史
Gamma成立于2017年，30年格斗运动历史冠军Paolo Biotti在遇到欧洲最伟大的推动者Carlo Di Blasi后，不忍心看到武术没有他们的代表价值，电视上的侮辱和暴力扭曲了他们的价值观。故事。这就是为什么 Paolo Biotti 和 Carlo Di Blasi 在体育联合会、制裁机构、市场营销、几十年来拥有 14,000 名观众的大型格斗体育赛事组织、与全球数百家电视台的关系以及运动员管理方面也拥有 40 年经验的原因被带到世界之巅，决定通过找到 GAMMA 这个名字来创建一个品牌，这个名字凸显了他们高超的营销技巧。该品牌几乎想唤起一个具有积极价值观、让邪恶颤抖的超级英雄的名字。保罗·比奥蒂 (Paolo Biotti) 4 岁开始学习武术，后来成为了一名运动员、教练和教练，曾在格斗运动的各个领域担任过多个世界冠军。 Carlo Di Blasi 是欧洲首创的自由格斗锦标赛，是当今综合格斗的前驱，历时 2 年从全球不同武术中选拔最优秀的重量级拳手，8 名重量级拳手在一轮淘汰赛中相互挑战，没有一夜之间全部被禁止。这场名为 Oktagon 的比赛门票已售罄，14,000 名付费观众和国际名人从 Giorgio Armani 到 Donatella Versace 到 Dolce and Gabbana、Chris Penn 的兄弟 Sean Penn、Don Wilson 等。以及来自世界各地与比奥蒂有关系的数百家电视台的兴趣。一个专门的规则诞生了，从 Don Inosanto 的 Dojo，从英国街头格斗，从以色列军队，从拳击到塞内加尔摔跤，从柔道到 Savate 直到拳击的运动员互相面对面。
总部位于荷兰，运营总部位于米兰。
GAMMA 由前运动员 Paolo Biotti 和 Carlo Di Blasi 在罗马创立，类似于 2012 年成立的国际综合格斗管理机构，其愿景是在全球范围内发展这项运动并获得奥林匹克认可。保罗·比奥蒂 (Paolo Biotti) 和卡洛·迪布拉西 (Carlo Di Blasi) 一直是国际体育联合会全球协会 GAIF 的对话者，以期获得 MMA 运动作为奥林匹克委员会运动项目的正式认可。

### 射出
- 1 名副总执行官：Carlo Di Blasi -  義大利
- 委员会主席 世界会员国：Eric La Rocca -  法國
- 世界电视与营销 总监 Paolo Biotti -  義大利
- 秘书长：Zeljiko Banic -

## 锦标赛
世界上所有主要的业余MMA赛事都在GAMMA组织之下：
- 世界男子业余MMA锦标赛
- 世界女子业余MMA锦标赛
- 综合格斗世界杯
- 职业世界 MMA 锦标赛
- 世界青年综合格斗锦标赛

GAMMA 还处理业余比赛中使用的拳击设备（手套、头盔和戒指）的批准。正式比赛中使用的所有手套、头盔和戒指必须经过 Aiba 或国家拳击联合会的批准并带有其品牌。

## 成員國分布
- 非洲：30個成員國
- 泛美：20個成員國
- 亞洲：40個成員國
- 歐洲：44個成員國
- 大洋洲：2個成員國

## 外部連結
- GAMMA Global Association of MMA（页面存档备份，存于）
- Invitation to GAMMA 2021 Asian MMA Championship by Kyrgyzstan Federation MMA PF President （页面存档备份，存于）
- GAMMA Asian MMA Championship Opening Ceremony （页面存档备份，存于）